# جیمز میچل اشلی
جیمز میچل اشلی (James Mitchell Ashley) (زادهٔ ۱۴ نوامبر ۱۸۲۴ – درگذشتهٔ ۱۶ سپتامبر ۱۸۹۶)، سیاستمدار آمریکایی و طرفدار جنبش لغو برده‌داری بود. اشلی که یکی از اعضای حزب جمهوری‌خواه بود، به عنوان یکی از اعضای مجلس نمایندگان ایالات متحده از اوهایو در طول جنگ داخلی آمریکا خدمت کرد. وی در این مجلس، رهبر جمهوری‌خواهان رادیکال شد و بر تصویب اصلاحیه سیزدهم تأکید کرد و نهایتاً به برده‌داری در آمریکا پایان داد. او همچنین مصوبه‌ای را نوشت که طبق آن اولین تحقیقات استیضاح علیه اندرو جانسون آغاز شد. پس از جنگ، او به عنوان فرماندار ناحیه مونتانا و رئیس خط ریل آن آربر خدمت کرد.

## زندگی خانوادگی و سنین کودکی
اشلی در شهرستان الگینی، پنسیلوانیا به‌دنیا آمد. پدرش جان اشلی، صحاف و واعظ کمپبلیت بود که در کنتاکی و ویرجینیای غربی به دین مسیح بشارت می‌داد و مادرش مری ای. (کیلپاتریک) اشلی نام داشت که اهل کنتاکی بود. اشلی در دوران کودکی در دره رودخانه اوهایو، گروهی از برده‌های زنجیر شده را دید که به سمت دیپ سوث می‌رفتند، پسران هم سن و سال او فروخته می‌شدند و حتی مردان سفیدپوستی را دیده بود که حاضر نشدند گاوهای شان از نهری که پدرش در آن برده‌ها را تعمید داده بود، بنوشند. اشلی از «سنت عجیب» (که آن را نقض اصول مسیحیت می‌دانست) و الیگارشی که از آن حمایت می‌کرد، متنفر شد.
اگرچه پدرش از او می‌خواست که سنت‌های خانوادگی را دنبال کند و کاهِن باپتیست شود، اما اشلی بیشتر در دروس ابتدایی خودآموز بود. اشلیِ نوجوان در ۱۴ سالگی به جای حضور در یک مدرسه علوم دینی، فرار کرد تا در قایق‌های رودخانه اوهایو و می‌سی‌سی‌پی به عنوان مستخدم کار کند و بعداً به عنوان کارمند در آن قایق‌ها کار کرد. او از اوایل سال ۱۸۳۹ به بردگان کمک می‌کرد تا فرار کنند و در سال‌های پایانی عمر خود، از گفتن قصه‌هایی در مورد نجات خانواده‌ها در سن ۱۷ سالگی لذت می‌برد. وقتی در ۱۴ سالگی خانه را ترک می‌کرد، آخرین جمله پدرش در حین رفتن به او این بود: «تو در مسیر مستقیم جهنم هستی پسر!» بیست سال بعد، زمانی که او به مجلس نمایندگان ایالات متحده راه یافت و در دفترش در واشینگتن دی‌سی مستقر شد، در ابتدا مکتوبی بر روی ورق کنگره به پدرش نوشت که بیست سال بود با او صحبت نکرده بود: «پدر عزیز، من تازه رسیده‌ام!»
او در سال ۱۸۵۱ با اِما جین اسمیت عروسی کرد و از این ازدواج صاحب چهار فرزند شد. او پدرجد نماینده ایالات متحده، توماس دبلیو. اشلی و تعدادی دیگر از نوادگان، از جمله جیمز اشلی چهارم، پرتره نگار ساکن شیکاگو است.
اشلی یک فراماسون متعلق به لژ تولدو شماره ۱۴۴ در تولدو، اوهایو بود.

## فعالیت‌های سیاسی اولیه
این جوان تنومند با ۶ فوت قد در سال ۱۸۴۸ در پورتسموث، اوهایو ساکن شد و به عنوان یک ژورنالیست- ابتدا در پورتسموث دیسپچ و بعداً به عنوان سردبیر پورتسموث دموکرات- فعالیت کرد. یک سال بعد در ۱۸۴۹، اشلی در هیئت وکلای اوهایو پذیرفته شد اما به کار وکالت مشغول نشد. در عوض تا سال ۱۸۵۱، فعالیت‌های لغو برده‌داری باعث شد تا اشلی و همسرش از شمال به تولدو، اوهایو فرار کنند تا تحت قانون بردهٔ فراری مصوب سال ۱۸۵۰، مورد تعقیب قضایی قرار نگیرند. در آنجا، اشلی یک دواخانه باز کرد (که کمی بعد به آتش کشیده شد) و همچنین در حزب جمهوری‌خواه جدید شرکت کرد و برای نامزد ریاست جمهوری جان سی. فرمونت و نماینده کنگره ریچارد موت مبارزات انتخاباتی انجام داد.
جیمز اشلی یکی از فعالان جنبش لغو برده‌داری بود که در دسامبر ۱۸۵۹ همراه با همسر جان براون به صحنه اعدام براون رفت و این رویداد را در روزنامه محلی تولدو بلید- که همچنان فعالیت دارد- گزارش کرد. او در سال ۱۸۵۸ حزب جمهوری‌خواه اوهایو را رهبری کرد. در پایان سال، اشلی به عنوان نماینده مجلس نمایندگان ایالات متحده در سی و ششمین کنگره ایالات متحده انتخاب شد و سال بعد کار خود را آغاز کرد.

## فعالیت او در کنگره
اشلی از سال ۱۸۵۹ تا ۱۸۶۹ در مجلس نمایندگان ایالات متحده خدمت کرد و به مدت دو دوره (۱۸۵۹–۱۸۵۳) منطقه پنجم کنگره اوهایو و برای سه دوره (۱۸۶۳–۱۸۶۹) منطقه دهم کنگره اوهایو را نمایندگی کرد.
اشلی در حالی که در کنگره (جلسات سی و هفتم تا چهلم) بود، به عنوان رئیس کمیته قلمروها خدمت کرد و در ایجاد (نام‌گذاری و مرزبندی) قلمروهای مونتانا، آیداهو، وایومینگ و واشینگتن نقش داشت. او همچنین قانون وابسته به قانون اساسیِ آریزونا را نوشته نمود. اشلی با کلیسای عیسی مسیح قدیسان آخرالزمان و به ویژه چند همسری مخالفت کرد و مرزهای یوتا را برای کاهش نفوذ مورمون‌ها محدود نمود.
در طول جنگ داخلی آمریکا، اشلی نقش فعالی در حمایت از جذب نیرو برای ارتش اتحادیه ایفا کرد. او همچنین رهبری جمهوری‌خواهان رادیکال را بر عهده گرفت و در سال ۱۸۶۲ لایحه‌ای برای لغو برده‌داری در منطقه کلمبیا نوشت. در سال ۱۸۶۳ او لایحه‌ای را برای ایجاد اصلاحیه قانون اساسی برای پایان دادن به برده‌داری ارائه کرد که در نهایت (با ریاست طبقه اکثریت مجلس نمایندگان توسط اشلی) در ۳۱ ژانویه ۱۸۶۵، تنها با ۲ رأی بیش از ۲/۳ حاشیه مورد نیاز، تصویب شد. این در نهایت به عنوان سیزدهمین متمم قانون اساسی ایالات متحده تصویب شد که رسماً برده‌داری را در آمریکا لغو کرد.
اشلی رئیس‌جمهور اندرو جانسون را به هم‌دستی در ترور رئیس‌جمهور لینکلن مظنون کرد و از رئیس‌جمهور جانشین به دلیل تلاش برای وتوی تمدید دفتر فریدمن، لایحه حقوق مدنی و قوانین بازسازی انتقاد کرد. او به روابط جانسون با الیگارش‌های جنوبی مشکوک بود. اشلی جزو اولین کسانی بود که استیضاح جانسون را به عنوان رئیس‌جمهور بررسی کرد. پیگیری‌های او منجر به نگارش مصوبه‌ای در ۷ ژانویه ۱۸۶۷ شد که طبق آن اولین استیضاح علیه اندرو جانسون آغاز شد؛ بنابراین اشلی آغازگر روند استیضاح جانسون بود. نهایتاً مجلس در ۷ دسامبر ۱۸۶۷ به مصوبه استیضاح جانسون رأی منفی داد. با این حال، در فوریه بعد، مجلس به استیضاح جانسون رأی داد و وی در نهایت در محکمه استیضاح خود تبرئه شد.

## فرماندار منطقه‌ای مونتانا
دیدگاه‌های افراطی اشلی، به ویژه در مورد نژاد و همچنین حمایت او از شایستگی بر اساس تحصیلات، او را محبوب رأی‌دهندگان نکرد. ترومن هوگ دموکرات او را با کمتر از ۱۰۰۰ رأی در انتخابات ۱۸۶۸ شکست داد که این اتفاق تقریباً اشلی را سرخورده کرد. با این حال رئیس‌جمهور گرانت، اشلی را به عنوان فرماندار منطقه‌ای مونتانا با گرایش دموکرات منصوب کرد و اشلی تا سال ۱۸۷۰ به مدت پانزده ماه در این سمت خدمت کرد تا نهایتاً توسط رئیس‌جمهور گرانت برکنار شد. انتصابات سیاسی او و حمایت از آموزش عمومی، از جمله مهاجران چینی، در قلمرو دموکرات‌ها محبوبیت نداشت.

## ارجاعات
1. 1 2  Ohio History Central.
2. 1 2  Richards, p. 4.
3. 1 2  Ingram.
4. ↑  "Today in Masonic History - James Mitchell Ashley is Born". www.masonrytoday.com. Retrieved 2021-12-17.
5. ↑  Biography, p. Early Life.
6. ↑  "Building the Case for Impeachment, December 1866 to June 1867 | US House of Representatives: History, Art & Archives". history.house.gov (به انگلیسی). United States House of Representatives. Retrieved 2 March 2021.
7. ↑  Biography, p. Political Career.
8. ↑  "Impeachment Efforts Against President Andrew Johnson | US House of Representatives: History, Art & Archives". history.house.gov (به انگلیسی). United States House of Representatives. Retrieved 2 March 2021.
9. ↑  Stathis, Stephen W.; Huckabee, David C. (September 16, 1998). "Congressional Resolutions on Presidential Impeachment: A Historical Overview" (PDF). sgp.fas.org. Congressional Research Service. Retrieved 20 March 2022.
10. ↑  Hinds, Asher C. (4 March 1907). "HINDS' PRECEDENTS OF THE HOUSE OF REPRESENTATIVES OF THE UNITED STATES INCLUDING REFERENCES TO PROVISIONS OF THE CONSTITUTION, THE LAWS, AND DECISIONS OF THE UNITED STATES SENATE" (PDF). United States Congress. pp. 845–847. Retrieved 2 March 2021.